# Yellow Kid (Preis)
Der Yellow Kid Award ist die bekannteste italienische Auszeichnung für Comics, die von 1970 bis 1992 anlässlich des Comic-Festivals in Lucca und von 1994 bis 2005 bei der Expo Cartoon Convention in Rom von der Italian International Comics and Cartooning Exhibition verliehen wurde.
Benannt wurde der Preis nach der Comicserie The Yellow Kid von Richard Felton Outcault.
Die Preisträger waren:

## Comiczeichner und -autoren

### 1970
- Dino Battaglia (Italien)
- Alfredo Castelli (Italien)
- Johnny Hart (USA)

### 1971
- Gianni De Luca (Italien)
- Lee Falk (USA)
- Mino Milani (Italien)
- Enric Sió (Spanien)

### 1972
- Guido Crepax (Italien)
- Hergé (Belgien)
- Nikita Mandryka (Frankreich)
- Grazia Nidasio (Italien)
- Brant Parker (USA)

### 1973
- Alberto Breccia (Argentinien)
- Guido Buzzelli (Italien)
- Eduardo Teixeira Coelho (Portugal)
- Fred (Frankreich)
- Lino Landolfi (Italien)

### 1974
- Rino Albertarelli (Italien)
- Vaughn Bodé (USA)
- Bonvi (Italien)
- Roy Crane (USA)
- Antonio Hernández Palacios (Spanien)
- Tullio Pericoli und Emanuele Pirella (Italien)

### 1975
- Jean Giraud (Frankreich)
- Frank Hampson (UK)
- Massimo Mattioli (Italien)
- Dan O’Neill (USA)
- Sergio Toppi (Italien)

### 1976
- Altan (Italien)
- Enki Bilal (Frankreich)
- Jeff Jones (USA)
- Beppe Madaudo (Italien)
- José Luis Salinas (Argentinien)

### 1978
- Milton Caniff (USA)
- Cinzia Ghigliano (Italien)
- Bobby London (USA)
- Milo Manara (Italien)
- Harry North (UK)
- Carlos Trillo (Argentinien)

### 1980
- Didier Comès (Belgien)
- Víctor de la Fuente (Spanien)
- Arturo Del Castillo (Chile, Argentinien)
- Jean Giraud (Frankreich)
- Attilio Micheluzzi (Italien)
- Héctor Germán Oesterheld (Argentinien)
- Daniele Panebarco (Italien)

### 1982
- Jesús Blasco (Spanien)
- Vittorio Giardino (Italien)
- José Antonio Muñoz (Argentinien)
- Paolo Eleuteri Serpieri (Italien)
- Art Spiegelman (USA)

### 1984
- François Bourgeon (Frankreich)
- Anna Brandoli (Italien)
- Lee Falk (USA)
- Alarico Gattia (Italien)
- Gilbert Hernandez (USA)
- Jaime Hernandez (USA)
- Guillermo Mordillo (Argentinien)
- Sergio Staino (Italien)

### 1986
- Horacio Altuna (Argentinien)
- Roberto Dal Pra' (Italien)
- Will Eisner (USA)
- Paul Gillon (Frankreich)
- Serge Le Tendre (Frankreich)
- Lorenzo Mattotti (Italien)
- Franco Saudelli (Italien)
- Bill Sienkiewicz (USA)

### 1990
- Juan Giménez (Argentinien)
- Massimo Rotundo (Italien)
- Romano Scarpa (Italien)
- Matthias Schultheiss (Deutschland)
- Tiziano Sclavi (Italien)
- Kent Williams (USA)

### 1992
- Giancarlo Alessandrini (Italien)
- François Boucq (Frankreich)
- John Byrne (USA)
- Giorgio Cavazzano (Italien)
- Benito Jacovitti (Italien)
- Ollie Johnston und Frank Thomas (USA)

### 1994
- Giovan Battista Carpi (Italien)
- Greg (Belgien)
- Jim Lee (USA)
- Claudio Nizzi (Italien)
- James O’Barr (USA)
- Pino Rinaldi (Italien)

### 1995
- Giancarlo Berardi (Italien)
- Jordi Bernet (Spanien)
- Claudio Castellini (Italien)
- Fred (Frankreich)
- Neil Gaiman (UK)
- Rodolfo Torti (Italien)
- Jim Valentino (USA)

### 1996
- Mark Bagley (USA)
- Luciano Bottaro (Italien)
- Alfredo Castelli (Italien)
- Carlo Chendi (Italien)
- Will Eisner (USA)
- Alfonso Font (Spanien)
- Scott McCloud (USA)
- Bill Watterson (USA)
- Robin Wood (Paraguay)

### 1997
- Scott Adams (USA)
- John Dirks (USA)
- Philippe Druillet (Frankreich)
- Michele Medda, Antonio Serra und Bepi Vigna (Italien)
- Giuseppe Palumbo (Italien)
- Alberto Salinas (Argentinien)

### 1998
- Paul Gillon (Frankreich)
- Alejandro Jodorowsky (Chile)
- Cinzia Leone (Italien)
- Bob Lubbers (USA)
- Nicola Mari (Italien)
- Jeff Smith (USA)

### 1999
- Luca Enoch (Italien)
- Gallieno Ferri (Italien)
- Jean Giraud (Frankreich)
- Carlos Gomez (Argentinien)
- Miguel Ángel Martín (Spanien)
- Vanna Vinci (Italien)

### 2000
- Carlo Ambrosini (Italien)
- David Finch (USA)
- Miguelanxo Prado (Spanien)
- Silvia Ziche (Italien)
- Sergio Zaniboni (Italien)

### 2001
- Massimiliano Frezzato (Italien)
- Corrado Mastantuono (Italien)
- Ferdinando Tacconi (Italien)

### 2002
- Carlos Giménez (Spanien)
- Eduardo Risso (Argentinien)
- Joann Sfar (Frankreich)

### 2003
- Paolo Bacilieri (Italien)
- Pat Masioni (Kongo)
- Sid Ali Melouah (Algerien)

### 2005
- Lola Airaghi (Italien)
- Horacio Altuna (Argentinien)
- Simone Bianchi (Italien)
- Gilles Chaillet (Frankreich)

## Comics, Verleger, Experten

### 1970
- Quino: Mafalda, italienische Ausgabe (Bompiani, Italien)
- Oscar Cartoons (Mondadori, Italien)
- Pif Gadget (Frankreich)

### 1971
- Grupo Abril (Brasilien)
- I fumetti di Mao (Laterza, Italien)
- Horror (Sansoni, Italien)

### 1972
- Mondadori  (Italien)
- Tintin (Belgien/Frankreich)

### 1973
- Disney (USA)
- Bonvi: Nick Carter (Dardo, Italien)
- Zack (Deutschland)

### 1974
- Pala (Spanien)
- Rino Albertarelli: I Protagonisti (Daim Press, Italien)
- Lotario Vecchi (Italien)

### 1975
- Adolfo Aizen (Brasilien)
- Cenisio (Italien)
- Glénat (Frankreich)
- Florenzo Ivaldi (Italien)

### 1976
- El Papus (Amaika, Spanien)
- Un uomo, un'avventura (Daim Press, Italien)

### 1978
- A Suivre (Casterman, Frankreich)
- Ottaviano (Italien)

### 1980
- Editiemme (Italien)
- Epic (Marvel, USA)

### 1982
- Frigidaire (Italien)
- Horay (Frankreich)
- Josep Toutain (Spanien)

### 1984
- Glamour International Magazine (Grifo, Italien)
- Isola Trovata (Italien)
- Strip Art Features (Jugoslawien)

### 1986
- Aedena (Frankreich)
- Glamour International (Italien)
- Edizioni Paoline (Italien)

### 1990
- Bonelli (Italien)
- Henri Filippini (Frankreich)
- El Vibora (Spanien)

### 1992
- Panini (Italien)
- Tundra Publishing (USA)

### 1994
- Astorina (Italien)
- Casterman (Frankreich)

### 1995
- DC Comics (USA)
- Eura Editoriale (Italien)

### 1996
- Bonelli (Italien)
- Dargaud (Frankreich)

### 1997
- Oreste del Buono (Italien)
- RAW (USA)
- Edizioni d'Arte Lo Scarabeo (Italien)

### 1998
- Lizard Edizioni (Italien)
- Dark Horse (USA)

### 1999
- Hazard Edizioni (Italien)
- El Vibora (Spanien)

### 2000
- L’Association (Frankreich)
- Macchia Nera (Italien)
- Mare Nero (Italien)
- Lanciostory (Italien)

### 2001
- Kappa Edizioni (Italien)

### 2002
- Coconino Press (Italien)
- El Jueves (Spanien)

### 2003
- Pascal Morelli (Frankreich)
- Éditions Omnibus (Frankreich)

### 2005
- Edicions de Ponent (Spanien)